# Lydia Mendoza
Lydia Mendoza, (Houston, 1916. május 31. – San Antonio, 2007. december 20.) mexikói-amerikai gitáros, énekesnő. Lydia Mendoza mexikói-amerikai gitáros énekesnő, a tejano és a hagyományos mexikói-amerikai zene előadója volt. Michael Joseph Corcoran szerint Mendoza a „tejano zene anyja”.

## Pályafutása
Lydia Mendoza a múltszázad egyik kiemelkedő alakja volt a mexikói-amerikai zenében. Hosszú pályafutása során egyesítette a kor Észak-mexikóra jellemző meghitt, családi dalstílusát csiszoltabb, népszerű előadásokkal, amelyek az 1930-as évektől napjainkig jellemzői a mexikói-amerikai zenének.
Lydia Mendoza 1928-ban készítette első felvételét a családi Cuarteto Carta Blanca együttes tagjaként, amelyet édesanyja, Leonara Mendoza vezetett. Négy évtizedes szólista karrierje során általában tizenkéthúros gitáron kísérte magát. A spanyol nyelvű dalok egyedülállóan művészi, drámai tolmácsolójaként tartják ma is számon. Leghíresebb dalai közé tartozik a „Mal Hombre” és a „Delgadina”.

## Albumok
- 1981: La Gloria de Texas
- 1995: Texas-Mexican Border Music, Vols. 15 & 15
- 2001: La Alondra de la Frontera: Live
- 2006: La Alondra de la Frontera con Orquesta Falcon
- 2014: Olvidarte, Jamás
- é.n.: Texas-Mexican Border Music, Vol. 15
- é.n.: Texas-Mexican Border Music, Vol. 16
- é.n.: La Alondra de la Frontera

## Díjak
- 1982: National Endowment for the Arts (NEA)
- 1985: Hall of Fame Texas
- 1991: Conjunto Hall of Fame
- National Heritage Fellowships